# Il meglio di Sanremo '95
 Sanremo '95 è un album compilation pubblicato dall'etichetta discografica RTI Music nel febbraio 1995 (RTI 1082-2).
Si tratta di uno dei tre album contenenti brani eseguiti al Festival di Sanremo 1995; gli altri due sono Il meglio di Sanremo '95 - International (RTI 1083-2) e SuperSanremo - 45º Festival della Canzone Italiana.

## Tracce
1. Gianni Morandi e Barbara Cola - In amore
2. Andrea Bocelli - Con te partirò
3. Valeria Visconti - È con te
4. 883 - Senza averti qui
5. Massimo Ranieri - La vestaglia
6. Rock Galileo - Le cose di ieri
7. Francesca Schiavo - Amore e guerra
8. Fedele Boccassini - Le foglie
9. Danilo Amerio - Bisogno d'amore
10. Gigi Finizio - Lo specchio dei pensieri
11. Fiorello - Finalmente tu
12. Gloria - Le voci di dentro
13. Drupi - Voglio una donna
14. Deco - Monica
15. Lorella Cuccarini - Un altro amore no
16. Daniele Silvestri - L'uomo col megafono
17. Giorgia - Come saprei
18. Giò Di Tonno - Padre e padrone
19. Mara - Dentro me